# Olympische Winterspiele 1980/Teilnehmer (Niederlande)
| Gelbes Symbol für Goldmedaillen mit stilisierten Olympischen Ringen | Graues Symbol für Silbermedaillen mit stilisierten Olympischen Ringen | Braundes Symbol für Bronzemedaillen mit stilisierten Olympischen Ringen |
| ------------------------------------------------------------------- | --------------------------------------------------------------------- | ----------------------------------------------------------------------- |
| 1                                                                   | 2                                                                     | 1                                                                       |

Die Niederlande nahmen an den Olympischen Winterspielen 1980 in Lake Placid mit einer Delegation von 29 Athleten (25 Männer, 4 Frauen) teil. Der Eisschnellläufer Piet Kleine wurde als Fahnenträger für die Eröffnungsfeier ausgewählt.

## Teilnehmer nach Sportarten

### Eishockey
Herren: 9. Platz
| - Ron Berteling - Dick Decloe - Henk Hille - Chuck Huizinga - Jan Janssen - Willem Klooster - Patrick Kolijn - Leo Koopmans - Ted Lenssen - George Peternousek | - Al Pluymers - Brian de Bruijn - John de Bruyn - Corky de Graauw - Jack de Heer - Rick van Gog - Harrie van Heumen - Frank van Soldt - Larry van Wieren - Klaas van den Broek |

### Eisschnelllauf
| Damen: - Annie Borckink 500 m: 22. Platz 1000 m: 6. Platz 1500 m: 3000 m: 13. Platz - Haitske Valentijn-Pijlman 500 m: 15. Platz 1000 m: 14. Platz - Ria Visser 1500 m: 3000 m: DNF - Sijtje van der Lende 500 m: 26. Platz 1000 m: 13. Platz 1500 m: 15. Platz 3000 m: 16. Platz | Herren: - Piet Kleine 5000 m: 6. Platz 10.000 m: - Yep Kramer 1500 m: DNF 5000 m: 9. Platz 10.000 m: 11. Platz - Lieuwe de Boer 500 m: 1000 m: 10. Platz - Bert de Jong 500 m: 16. Platz 1000 m: 6. Platz 1500 m: 13. Platz - Hilbert van der Duim 500 m: 28. Platz 1000 m: 21. Platz 1500 m: 11. Platz 5000 m: 4. Platz 10.000 m: 6. Platz |